# Kurt Schulz (Kameramann)
Kurt Schulz (* 14. Februar 1912 in Berlin; † 28. Juni 1957 ebenda) war ein deutscher Kameramann und Filmproduzent.

## Leben
Schulz volontierte ab 1926 als Filmvorführer und arbeitete anschließend in einem Berliner Kopierwerk. Seit 1932 war er Kameraassistent bei Eduard Hoesch und Werner Bohne, daneben Standfotograf. 1938 fungierte er als Co-Kameramann neben Bohne in Hotel Sacher, ab 1942 zeichnete er als Chefkameramann verantwortlich.
Nach Kriegsende gründete er 1948 mit Kurt Ulrich eine gemeinsame Filmproduktionsfirma, die „Berolina“. Schulz überließ die Leitung des Unternehmens weitgehend Ulrich und beschränkte sich als Produzent auf wenige Kurz-Dokumentarfilme, bei denen er selbst Regie führte. Als Kameramann schrieb er Filmgeschichte mit den beiden Heimatfilm-Klassikern Schwarzwaldmädel und Grün ist die Heide, welche zugleich die ersten bundesdeutschen Nachkriegs-Farbfilme waren.
Seine Grabstätte befindet sich auf dem Berliner Waldfriedhof Dahlem. 

## Filmografie
- 1939: Hotel Sacher
- 1943: Der kleine Grenzverkehr
- 1943: Die schwarze Robe
- 1943: Junge Herzen
- 1944: Eines Tages
- 1944/48: Eine reizende Familie
- 1947: Kein Platz für Liebe
- 1948: Abgrund (Kurz-Dokumentarfilm)
- 1948: Morgen ist alles besser
- 1948: Nichts als Zufälle
- 1949: Drei von einem Wurf (Kurz-Dokumentarfilm, auch Regie und Produktion)
- 1949: Eine nette Viecherei (Kurz-Dokumentarfilm, auch Regie und Produktion)
- 1949: Um eine Nasenlänge
- 1950: Eine Nacht im Séparée
- 1950: Aus Feind wird Freund (Kurz-Dokumentarfilm, auch Regie und Produktion)
- 1950: Schwarzwaldmädel
- 1951: Sterne auf dem Eis (Kurz-Dokumentarfilm, auch Regie und Produktion)
- 1951: Tanz ins Glück
- 1951: Grün ist die Heide
- 1951: Johannes und die 13 Schönheitsköniginnen
- 1952: Das Land des Lächelns
- 1952: Mikosch rückt ein
- 1952: Am Brunnen vor dem Tore
- 1953: Der Vogelhändler
- 1953: Briefträger Müller
- 1953: Hurra – ein Junge!
- 1953: Wenn am Sonntagabend die Dorfmusik spielt
- 1953: Wenn der weiße Flieder wieder blüht
- 1954: Emil und die Detektive
- 1954: Auf der Reeperbahn nachts um halb eins
- 1954: Der Zigeunerbaron
- 1955: Die heilige Lüge
- 1955: Wenn der Vater mit dem Sohne
- 1955: Der fröhliche Wanderer
- 1955: Ja, ja, die Liebe in Tirol
- 1955: Charleys Tante
- 1955: Das fröhliche Dorf
- 1956: Schwarzwaldmelodie
- 1956: Das Sonntagskind
- 1956: Was die Schwalbe sang